# La Barbe
La Barbe est un groupe d'action féministe française, fondé en 2008, ayant pour objectif de dénoncer l'absence ou la sous-représentation des femmes dans des instances de pouvoir économiques, politiques, culturelles et médiatiques. 
À la fois héritières du mouvement féministe des années 1960-1970 et créatrices d’une voie nouvelle, les militantes de La Barbe pratiquent un activisme fondé sur le coup d'éclat et l'ironie. Lors de leurs actions inopinées, affublées de barbes postiches, elles félicitent des assemblées à majorité masculine pour leur résistance à la féminisation.
Le collectif est à l'origine d'actions au Festival international de la bande dessinée d'Angoulême, au Théâtre de l'Odéon, dans des écoles telles que Sciences Po et l'École normale supérieure de Lyon, mais aussi au sein de conseils d'administration comme celui du groupe Casino ou lors de forums économiques.

## Histoire

### Débuts

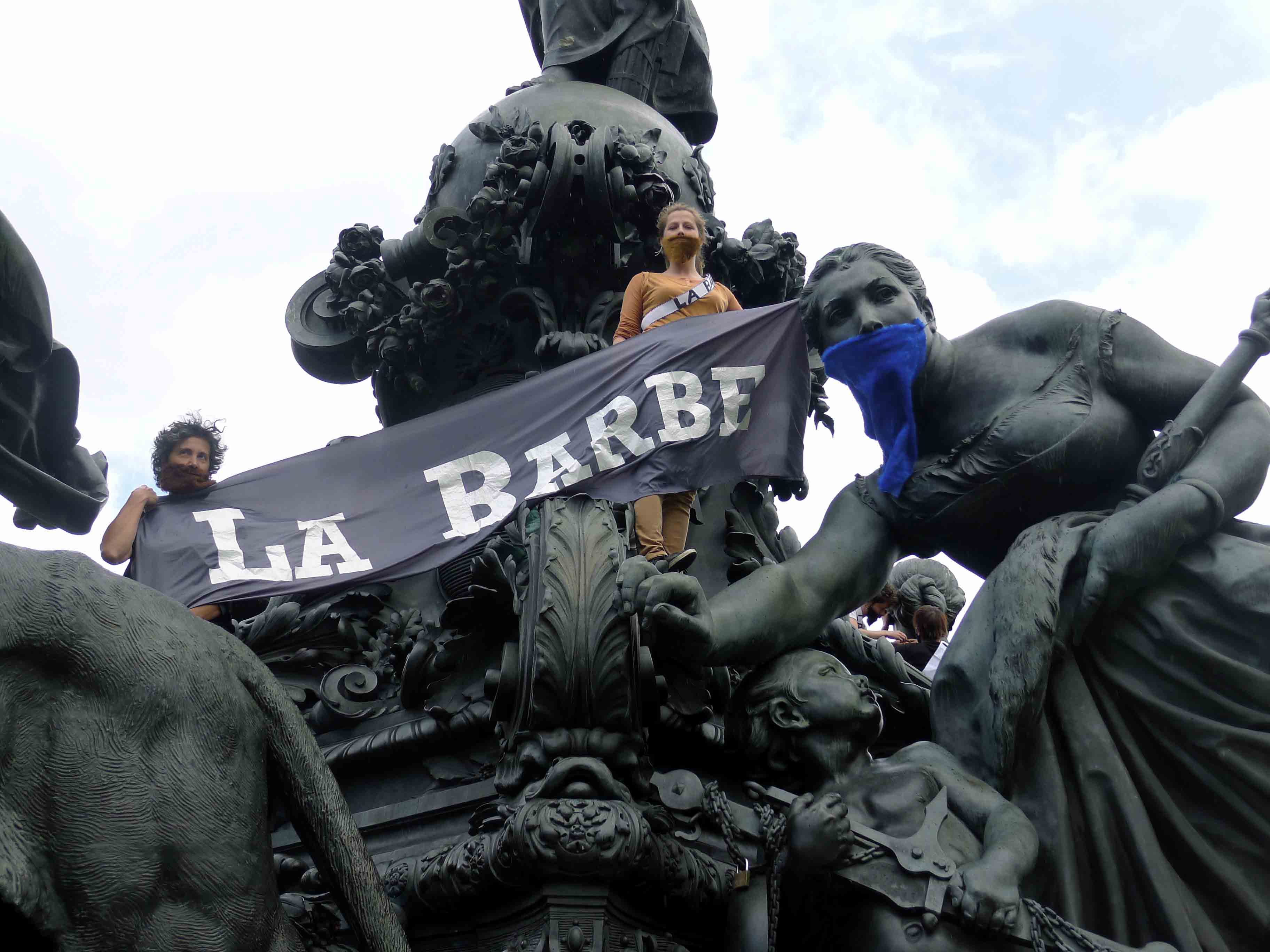
Action de La Barbe, Place de la Nation, à Paris, le 14 juillet 2012.

Le groupe commence à se constituer autour de personnes soutenant Ségolène Royal qui avaient été choquées des allusions sexistes à son égard lors de la campagne pour l'Élection présidentielle française de 2007. Autour de Marie de Cenival, ancienne militante d'Act Up-Paris, se réunissent des femmes qui n'ont pour la plupart jamais participé à une association ou à un mouvement féministe.
En octobre 2008, « une vingtaine de membres actives, une trentaine de sympathisantes », selon Libération, participait au groupe. En mars 2010, une cinquantaine de membres actives était recensée. Le nom du groupe fait à la fois référence à la barbe, comme symbole de la pilosité masculine, et à l'interjection familière « La barbe ! » qui signifie « Cela n'a que trop duré ! ».
La première action publique a lieu le 28 février 2008, lors d'une séance de dédicaces du journaliste et écrivain Éric Zemmour à Paris au Drugstore Publicis. Mais selon Le Nouvel Observateur, La Barbe se forme officiellement le 8 mars 2008 à l'occasion de la Journée internationale des droits des femmes. Le groupe défile alors à Paris aux côtés de Act Up-Paris et des Panthères roses, et colle une barbe à l'une des statues de la place de la République. 

### Contexte de sa création

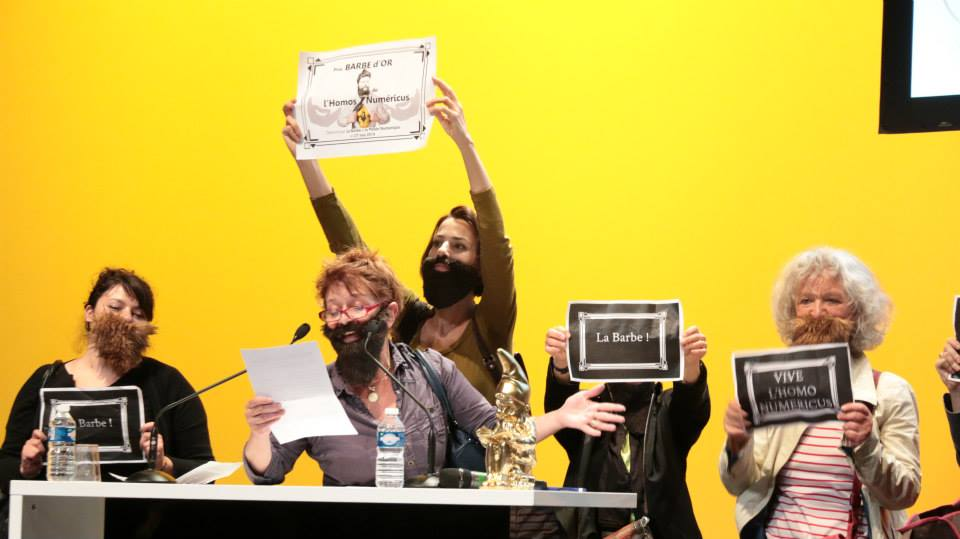
Action de La Barbe à Toulouse : remise du diplôme de la Barbe d’Or lors de la Mêlée numérique (trophées de l’économie numérique), le 28 mai 2014.

Le groupe apparaît dans les années 2000, marquées par une nouvelle génération de féministes. On note la création des associations Ni putes ni soumises en 2003 et Osez le féminisme ! en 2009 ou du collectif Les TumulTueuses en 2010. Dans la presse écrite, la création du magazine Causette en 2009 témoigne également de ce renouveau du féminisme. Pour l'écrivaine Joy Sorman, « des mouvements comme La Barbe ont su faire évoluer l'image des féministes : ces collectifs témoignent du renouveau du militantisme politique dans la jeune génération ». Par son sens de la dérision, La Barbe participe aussi à un mouvement plus général du « rire militant » aux côtés des collectifs L'Appel et la pioche, Génération précaire, Jeudi noir, Sauvons les riches et les Clowns à responsabilités sociales. À l'international, l'essor de La Barbe s'accompagne également de l'émergence du mouvement des SlutWalk (« marche des salopes » en français) à partir de 2011, où des femmes manifestent leur droit de s'habiller comme elles le veulent.

## Ligne idéologique
La Barbe s'inscrit dans la lignée du Mouvement de libération des femmes, dont elle a célébré les quarante ans, avec Les Chiennes de garde et Osez le féminisme, le 26 août 2010. Dans une tribune publiée sur L'Obs, La Barbe énonce l'un des principes du groupe : « Rendre visible et ridicule l'absence des femmes dans tous les lieux de pouvoir, politique, économique, culturel ». Le groupe fait également valoir l'inscription dans la Constitution française du principe de la parité professionnelle homme-femme depuis le 23 juillet 2008.
Dans son manifeste, La Barbe précise avoir « décidé d'investir de barbues tous les hémicycles, toutes les antichambres, tous les lieux de pouvoir des hommes ». Les militantes mènent leurs actions en mettant des barbes postiches, un geste qui vaut notamment à ce groupe d'être qualifié de « militantisme décalé » par le journal Le Monde ou de « forme alternative de féminisme » par l'AFP. Sociologue à l'Inserm, Natacha Chetcuti-Osorovitz évoque ainsi « une mise en scène publique de leur action » d'une génération de féministes qui sait davantage comment capter l'attention des médias, à l'image d'Act Up-Paris. 

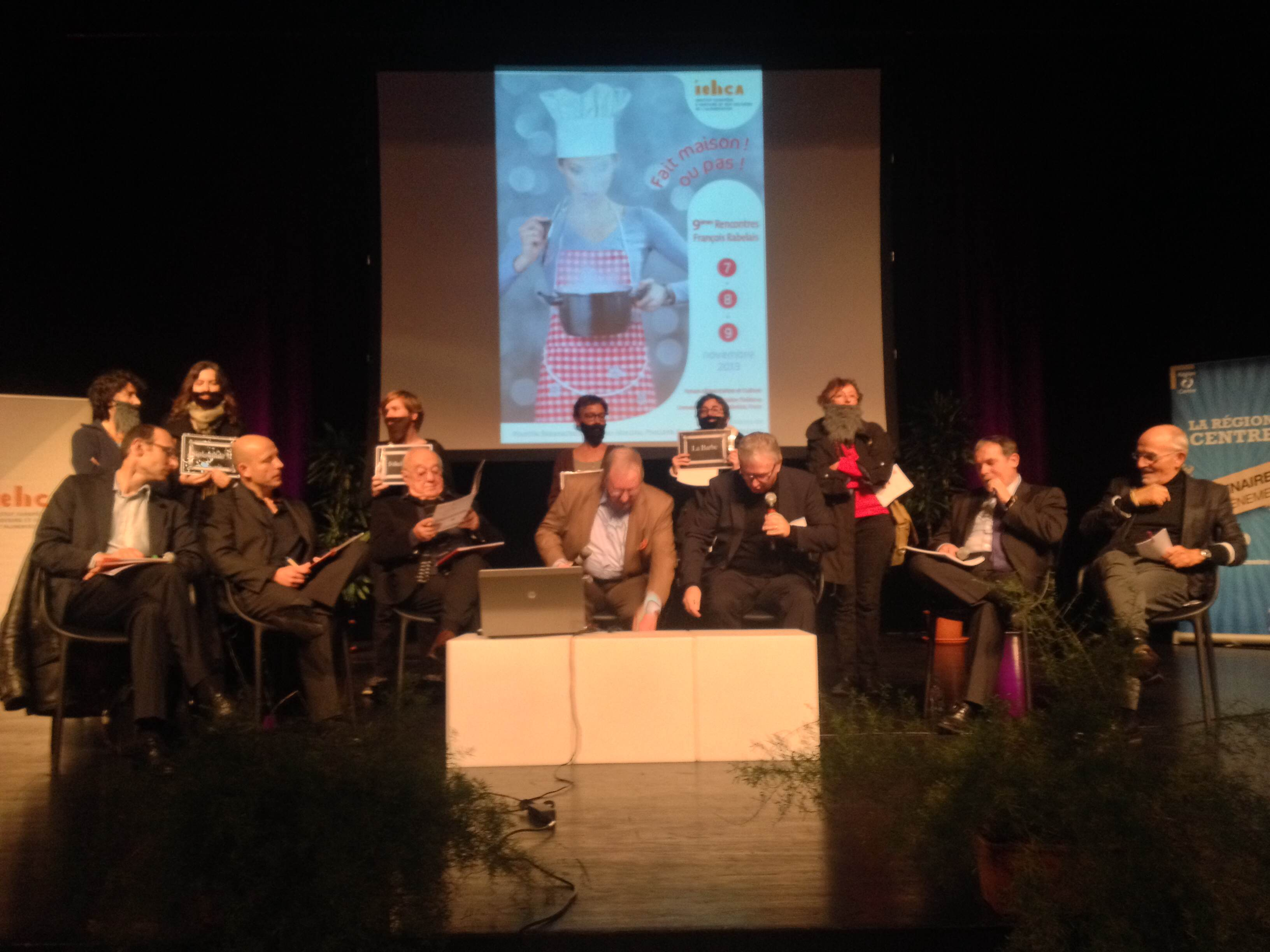
Action de La Barbe à l'université de la gastronomie - Forum Alimentation et Culture, université de Tours, le 9 novembre 2013

Le fait de porter une barbe postiche ressort des pratiques du « coup d'éclat » et de la « dérision », selon L'Express, sont aussi assimilées à une forme de « happening » féministe, dans la tradition des Guerrilla Girls américaines. Certaines activistes de Guerrilla Girls portent des masques de gorille, tout comme les militantes de La Barbe une fausse barbe, entre autres afin de rester anonymes.

## Quelques actions
Pointant une absence ou une sous-représentation des femmes dans les instances de décision, La Barbe mène régulièrement des actions touchant les secteurs de la politique, de l'économie, des médias et de la culture. 
Le groupe cible notamment : la gastronomie ; l’art contemporain, avec la visite du palais de Tokyo et de la fondation Cartier, la bande dessinée (Festival d'Angoulême), les mathématiques (Institut Henri-Poincaré) ou encore la musique, avec une intervention sur la scène de l'opéra Bastille, suivie quelques jours plus tard d’une visite salle Pleyel, lors de l’annonce d’une saison où afflueraient 102 chefs d’orchestre dont 99 hommes. 

### De la création à 2011
- Le 29 mai 2008, La Barbe manifeste devant le Palais Brongniart, place de la Bourse à Paris, à l'occasion de l'assemblée générale des actionnaires du groupe Casino[26].

- Le 17 novembre 2008, alors que le monde est en pleine crise financière, La Barbe s'attaque[évasif] au milieu de la finance, au théâtre Marigny à Paris, au cours de la remise des « BFM Awards »[27].

- La légitimité de l’action est parfois immédiatement reconnue, comme le 4 février 2009 au Palais des Congrès de Paris, lors du Salon des entrepreneurs : après la prise de parole impromptue de La Barbe, le collectif est ovationné par le public puis salué à la tribune par un « Le message est passé ». Après la surprise causée par le surgissement des Barbues, on reconnaît au micro leur « forme d’entreprenariat et de prise de risque ». Une reconnaissance confirmée par la publication, sous logo du Salon des Entrepreneurs, de la vidéo officielle de trois minutes de cette action, de toute évidence filmée par les caméras accréditées du Salon des Entrepreneurs, vu la diversité des cadrages[28],[14]. La Barbe est de nouveau présente au Salon des Entrepreneurs, à Nantes, en novembre 2010[29].

- Le 16 avril 2009, une dizaine de militantes ont occupé l'entrée de l'assemblée générale de L'Oréal pour dénoncer la faible proportion de femmes dans le conseil d'administration du groupe[30],[31].

- La Barbe a interrompu, le 7 février 2010, un débat à l'initiative de l'hebdomadaire L'Obs et de la radio France Culture[32].

- Le Conseil d'orientation des retraites est ciblé le 18 novembre 2010, à l’institut Océanographique de Paris. Associée à l'association Génération précaire, La Barbe perturbe le Conseil, soulignant que parmi les 36 représentants, il n'y avait qu'« une femme et zéro précaire »[33].

- Le 7 décembre 2010, La Barbe invite à un rassemblement devant la Maison de Radio France afin de dénoncer le fait qu'aucune femme ne figure parmi les huit nommés au titre de « personnalité culturelle de l’année 2010 », selon un sondage établi pour la radio de service public[34],[35].

- Le 24 février 2011, une action a lieu loin de Paris, à Montauban. Quatre femmes se réclamant de La Barbe s'introduisent au conseil départemental de Tarn-et-Garonne, composé exclusivement d'hommes[36].

- Le 21 mai 2011, une dizaine de jours après le début de l'affaire Dominique Strauss-Kahn, La Barbe initie avec Osez le féminisme ! une pétition publiée dans Le Monde, où elles dénoncent « le déferlement quotidien de propos misogynes tenus par des personnalités publiques[37] ». Celle-ci est notamment signée par Audrey Pulvar, Clémentine Autain, Florence Montreynaud, Annick Coupé, Annie Ernaux et Florence Foresti. Deux jours plus tard, La Barbe participe à une manifestation féministe à Paris, qui réunit 2 000 personnes[38].

### Au festival de Cannes (2012)

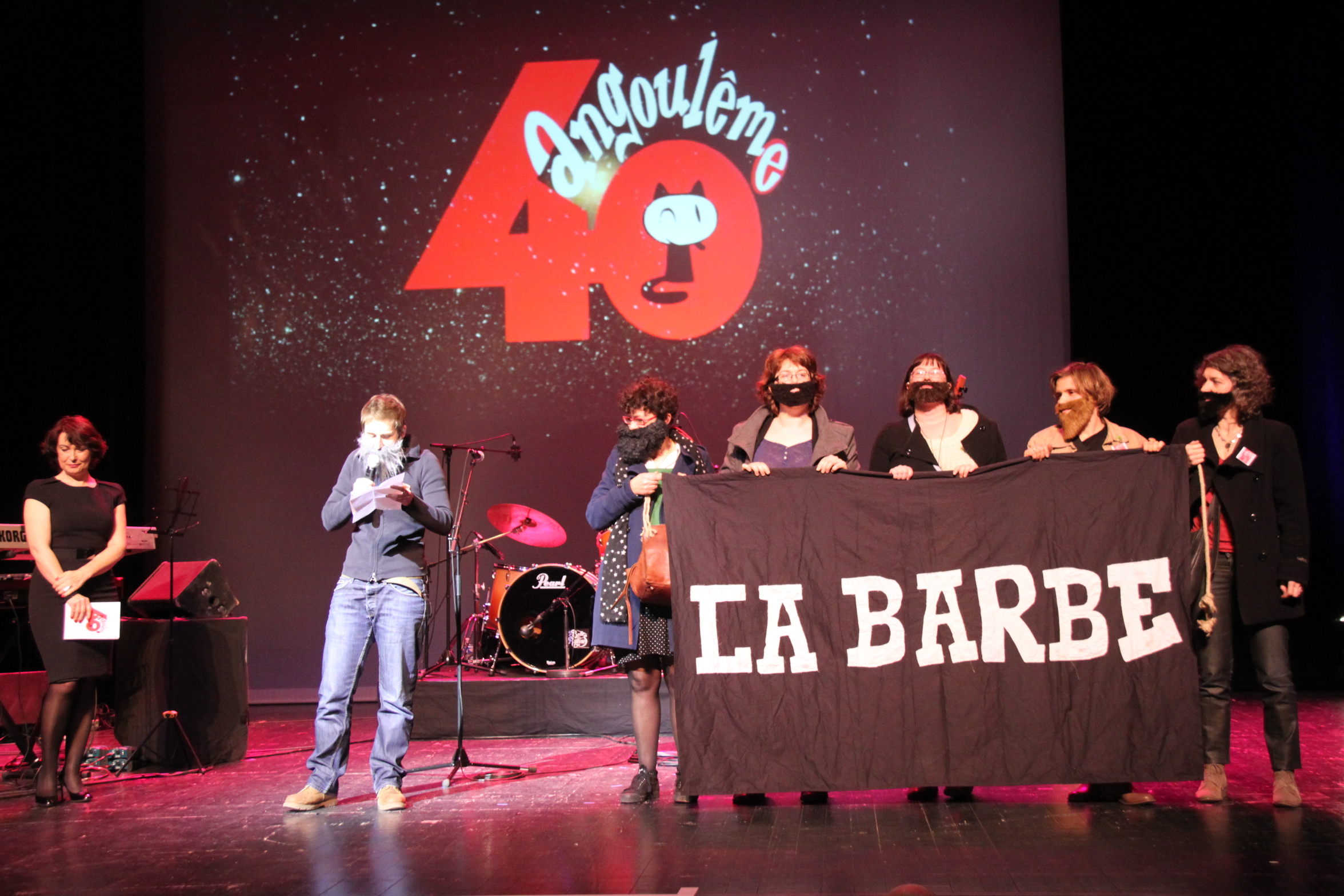
Action de la Barbe Aquitaine au Festival international de la bande dessinée d'Angoulême (FIBD), le 31 janvier 2013.

Lors du Festival de Cannes 2012, La Barbe rappelle que son champ d'action concerne aussi la culture. Le quotidien Le Monde publie le 12 mai 2012 une tribune à l'initiative du collectif intitulée « À Cannes, les femmes montrent leurs bobines, les hommes, leurs films » . Signé par l'actrice Fanny Cottençon, l'écrivaine Virginie Despentes et la réalisatrice Coline Serreau, ce texte dénonce le fait que les vingt-deux films de la sélection officielle du 65e festival de Cannes ont été réalisés par vingt-deux hommes. 
Publié quelques jours avant l'ouverture du festival le contenu de cette tribune est repris par de nombreux médias, français et à l'étranger. Le quotidien britannique The Guardian traduit le texte en anglais pour son lectorat sous le titre : « Men of the Cannes film festival, keep defending those masculine values ». « Le cinéma français est-il misogyne ? », s'interroge le magazine en ligne Slate. Aux États-Unis, la tribune de La Barbe est relayée par une pétition qui interpelle les responsables du festival de Cannes sur l'absence de femmes réalisatrices dans la sélection officielle. Cette pétition est notamment signée par l'icône féministe Gloria Steinem, la réalisatrice Gillian Armstrong et la productrice Darla K. Anderson.
Le lendemain de la publication du texte, le délégué général du festival Thierry Frémaux se défend de sexisme dans l'hebdomadaire L'Express. Le débat remonte jusqu'à Aurélie Filippetti, la ministre de la Culture qui vient alors d'être nommée au gouvernement de François Hollande est interrogée sur le sujet. Enfin, le 21 mai, une poignée de militantes affublées de barbes postiches manifeste sur le tapis rouge du Palais des festivals et des Congrès de Cannes.

### Au théâtre de l’Odéon (2012)
La Barbe fait intrusion le 4 juin 2012 sur la scène du Théâtre de l’Odéon, dirigé par Luc Bondy. Cette année, la programmation comprend 14 spectacles : 14 pièces signées par 14 hommes et mises en scène par 14 hommes. Le détournement, au profit du genre masculin, des subventions publiques affectées à la création et au spectacle vivant, faisait dans le même temps l’objet de la publication par la SACD d’une plaquette « Où sont les femmes ? », qui divulguait des statistiques irréfutables. Le 25 octobre 2012, Nancy Huston appuyait l’offensive de La Barbe en direction du théâtre masculin, en étrillant dans Libération la pièce ouvrant la saison de l’Odéon, une pièce de Harold Pinter où cinq hommes, « dès que débarque une femme, cessent de se disputer et tombent magiquement d’accord : c’est une pute. » Se dessine dans cette lettre ouverte à Luc Bondy l'expression d’une lassitude devant un répertoire androcentré, anachronique, monotone et aveugle à l’évolution sociale. Cette action de La Barbe met l'accent sur le combat pour des signatures féminines, quant à l'écriture et à la mise en scène. La lettre de Nancy Huston porte dans la lumière un troisième point de disparité : ce sont non pas deux mais trois catégories – les femmes autrices, les metteuses en scène mais aussi les comédiennes – qui ont intérêt à faire abolir la confiscation par les hommes de l’argent public de la culture. Cette disparité touche malheureusement l’ensemble du répertoire masculin, dans une proportion générale qui n’a cependant pas été étudiée ni établie ; le déséquilibre est sensible aux yeux de l’amateur de théâtre.

### À la radio et à la télévision (2012)

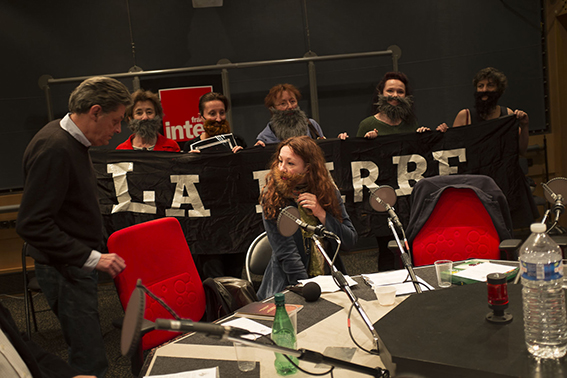
Action de La Barbe en direct sur l'antenne de France Inter à Paris, le 4 mai 2014.

La rentrée 2012 est marquée par des actions de la Barbe. L’opinion publique a pu prendre conscience de la constance de la masculinité des équipes de direction de Radio France, où « on peut très franchement progresser », selon son président de l'époque Jean-Luc Hees réagissant à l’irruption du collectif ; La Barbe trouble une conférence de France Télévisions, où la rentrée, selon Le Figaro, présentait « peu de nouveautés », cependant le président de France Télévisions déclare réfléchir à la question de la parité, « un sujet sur lequel je travaille, ». 
La station de radio RTL, au sein de laquelle le collectif la Barbe fait aussi intrusion, présente depuis son origine une forte masculinité dans sa direction, son équipe d’animation et l’ensemble des experts sollicités à l’antenne,. « L’audiovisuel de demain se pense aujourd’hui », tel était le thème des Assises de l’audiovisuel de la SCAM, où La Barbe créé la surprise, lors d’une table ronde réunissant seulement des hommes. 
Le 1er décembre 2012, après que le bruit d’un scandale sexuel à la BBC avait traversé la Manche, La Barbe, dans un communiqué dont le style emprunte à la résistance gaullienne, s’adresse à la radio anglaise, pour saluer l’arrivée d’un homme à sa direction, selon une tradition à laquelle on n'a pas une fois dérogé depuis quatre-vingt-cinq ans.

### À Sciences-Po (2012 et 2015)

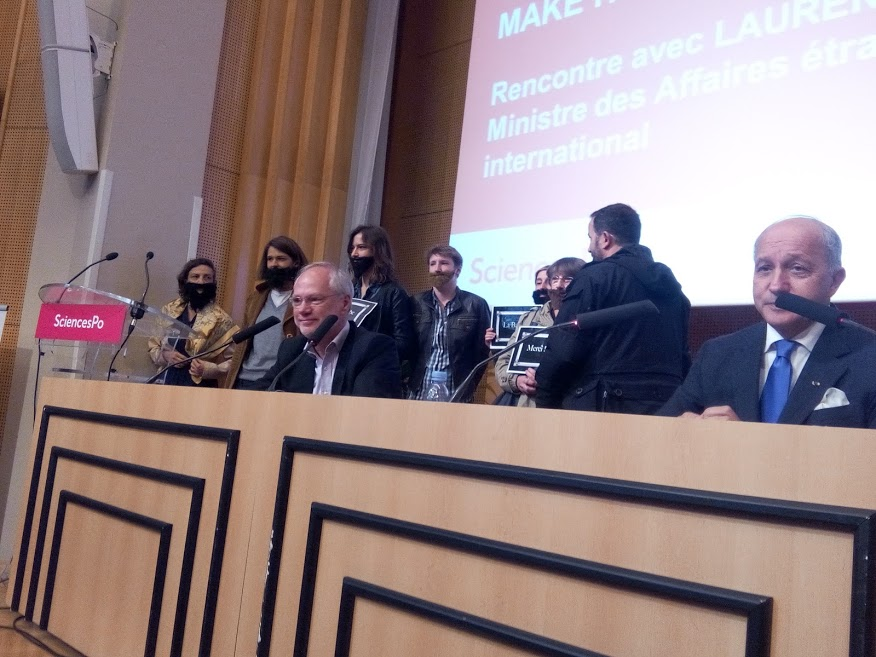
Action de La Barbe à Sciences Po en présence de Laurent Fabius et Laurent Joffrin, le 3 octobre 2015.

Par deux fois, les 5 avril et 25 octobre 2012, La Barbe salue ironiquement la composition virile de l’équipe de direction de l’Institut d’études politiques de Paris, très observée en ses mouvements, en cette année du décès soudain de Richard Descoings. La parité à la direction de Sciences-Po est un enjeu fort : cette école est fréquentée par une importante fraction des futurs cadres en France et nombre de ceux qui feront l’opinion.
« Mais qui va garder les enfants ?  Huit ans après que Laurent Fabius avait lancé cette boutade alors que Ségolène Royal était candidate à la présidentielle, le collectif La Barbe trouve l’occasion de barber son « idole » , « ce grand inspirateur du féminisme ». Il s’agit entre autres de pointer le déficit d’ambassadrices dans la diplomatie française.

### Aux forums du journalLibération(2016)

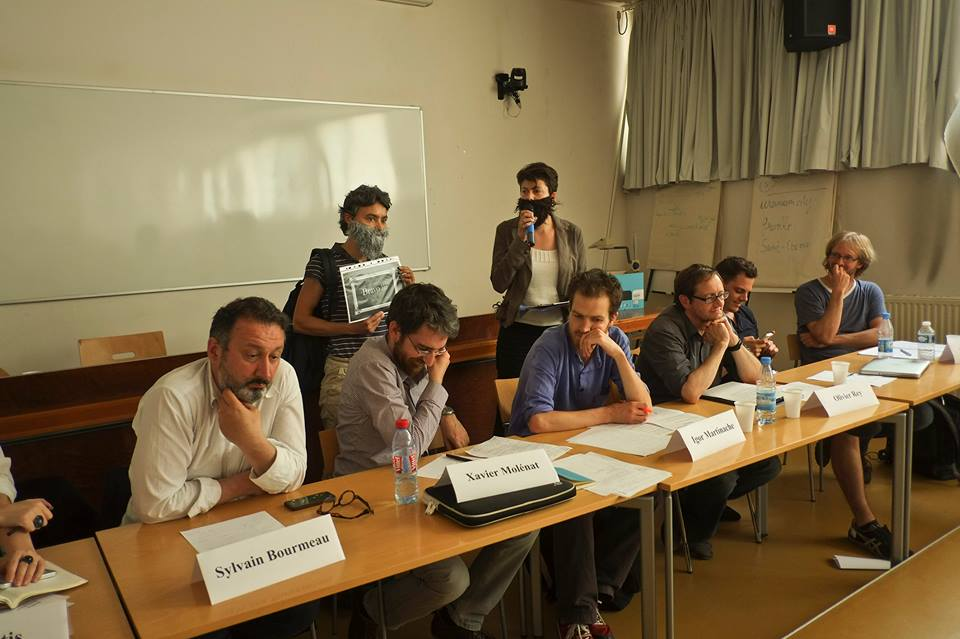
Action de La Barbe, l'École normale supérieure de Lyon, le 10 juin 2014.

Parmi les actions notables du collectif, plusieurs prennent pour cible les forums organisés par le journal Libération, où l’on observe une surreprésentation persistante d’orateurs masculins. Le 25 septembre 2016, La Barbe fait irruption lors d’un forum Libé BHV « Citadins, Citoyens » qui compte 14 hommes parmi 15 intervenants. Les militantes lisent un tract intitulé « Les For’hommes de Libération » à tonalité pamphlétaire. Leur rhétorique de l’ironie relève par exemple que « Les pages de Libé se parent parfois d'atours féministes, mais heureusement, c'est pour rire. »

### Au Cirque d'hiver (2019)
Vingt-cinq militantes barbues interviennent le 25 avril 2019 à 21 h 47 au Cirque d'hiver dans un débat sur l'Europe organisé par le magazine hebdomadaire Valeurs Actuelles. Le panel d'experts est composé de 7 intervenants masculins. Plusieurs femmes invitées, comme Ségolène Royal, avaient décliné : Jacques Attali, François-Xavier Bellamy, Benoît Duteurtre, Michel Houellebecq, Philippe de Villiers, Bruno Le Maire et Éric Zemmour. Elles souhaitent lire un texte ironique sur l'Europe :

« Vous êtes sept et pourtant vous n'êtes qu'un ! Ah, ce beau corps, mâle, blanc, mûr, ce rempart contre les turpitudes modernes ! La citadelle Europe, assiégée, menacée par l'invasion du politiquement correct, se projetant vers l'avenir grâce à ce noble cénacle ! Quels symboles vous êtes ! »

Elles sont cependant évacuées, notamment du fait de la protection policière en vigueur pour Bruno Le Maire, sans même pouvoir lire leur texte. Trois d'entre elles sont très légèrement blessées et l’une saigne du nez en sortant, ce qui constitue une première selon Alice Coffin. Les organisateurs dénoncent une provocation. Geoffroy Lejeune, accusé d'être intervenu, décide de porter plainte contre X. « J’ai déposé plainte contre X ce matin pour diffamation, en nommant les personnes et médias qui affirment de façon mensongère que j’aurais commis des actes de violence jeudi dernier au cirque d’hiver » déclare-t-il sur Twitter, le dimanche 28 avril 2019 et ajoute : « Cette diffamation, qui vise à ruiner mon honneur et ma réputation, doit cesser. Rien ne justifie qu’on essaie de salir une personne sous prétexte qu’on ne sait plus l’attaquer pour ses idées. »

## La Barbe dans les médias

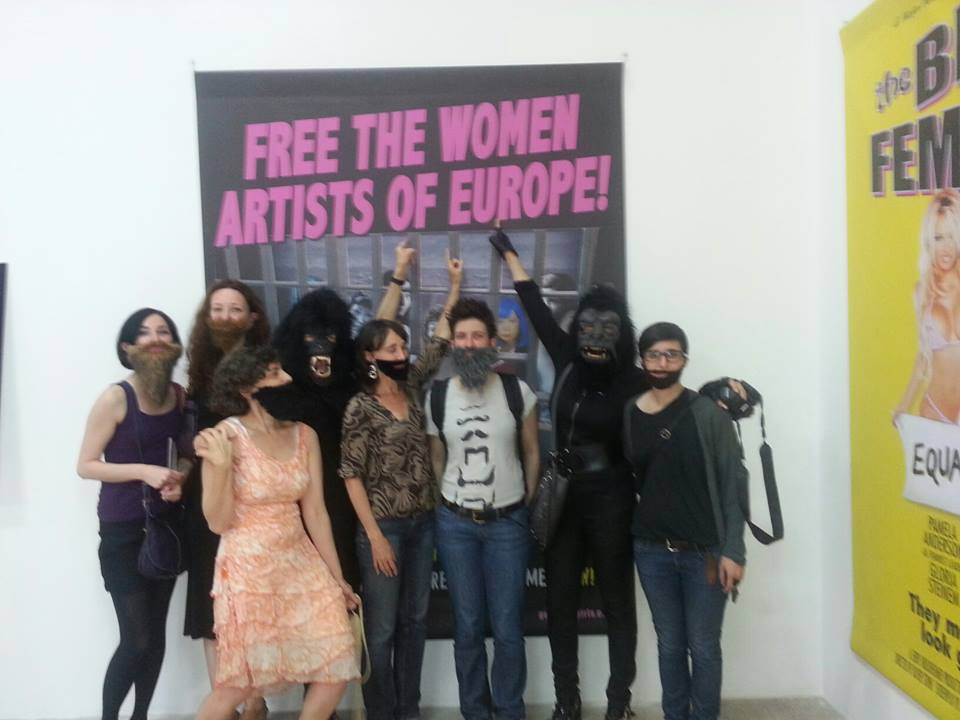
La Barbe retrouve les Guerrilla Girls au Palais de Tokyo, à Paris le 20 juin 2013.

Remarquant un mode d’action saisissant (« striking »), les médias régionaux,, nationaux, et internationaux, font un écho large aux actions de La Barbe.
Un article du Guardian consacré à La Barbe débute par une boutade selon laquelle, aux yeux de nombreux lecteurs, les mots « français » et « féminisme » forment un désopilant oxymore (« hilarious oxymoron »); puis l'article s’emploie à retourner ce lieu commun au fur et à mesure qu’il présente favorablement les intentions, les cibles et le style du collectif, qui recherche l’efficacité par l’intelligence, la non-violence et l'ironie.
Un entretien de deux militantes au Petit Journal le 9 décembre 2011 a été considérée comme un flop, tandis que d'autres l'ont défendue ou l'ont analysée, en observant que l’ironie de La Barbe sert « un vrai sujet », alors que l’ironie de l'émission a pour vocation de « respecter les règles du divertissement », d’où une séquence « plaçant les spectateurs dans une atmosphère d’inconfort et de malaise ». Un article universitaire est consacré à ce sujet. De nombreux éléments sont nécessaires à une analyse de la rencontre entre Canal + et La Barbe : entre autres Canal Plus pourrait objectivement être considéré comme un tenant de la culture masculine, dans la mesure où ses programmes paraissent, loin de l'harmonie entre les genres, dédiés principalement au sport masculin ou au cinéma masculin (c’est-à-dire issu de réalisateurs masculins), étant entendu que cette hypothèse ne peut être émise que sous réserve, en l’absence de la mise à la disposition du public de statistiques[réf. nécessaire]. Le groupe Canal Plus, qui est également un important producteur du cinéma français, n’a pas à ce jour publié d’études sexuées sur ses programmes télévisés et ses investissements dans le cinéma. On ignore si le test de Alison Bechdel, incitateur d’équilibre des genres dans la création cinématographique, est utilisé dans le groupe audiovisuel, qui en 2012 a investi 200 M € pour préacheter 115 films français. 

## Exposition

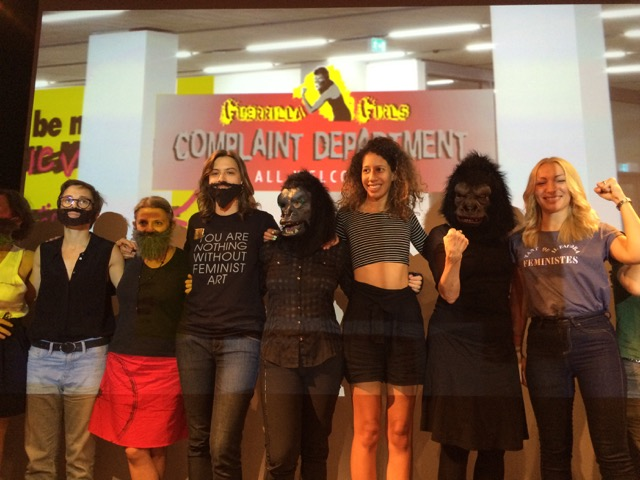
La Barbe, Guerrilla Girls et Femen réunies, colloque You are nothing without feminist art, à la Maison des auteurs de la Sacd, à Paris, le 9 septembre 2016.

Si la Barbe prend volontiers pour cible  l’art contemporain comme foyer de masculinité, les performances des barbues sont parfois en elles-mêmes analysées sous le prisme artistique.
À l’automne 2016, la galerie Michèle Didier, à Paris, réunit La Barbe et les Guerrilla Girls dans une exposition de deux mois. Le vernissage est suivi le lendemain d'un colloque qui se tient le 9 septembre 2016 à la Maison des auteurs de la Sacd. Parmi les intervenantes sont présentes des activistes de La Barbe, de Femen et des Guerrilla Girls, ainsi que l'historienne de l'art Fabienne Dumont et l'artiste Deborah De Robertis. La photographe Marie Docher y apostrophe les institutionnels et galeristes qui conservent et perpétuent l’art masculin (« culture, arts plastiques, fonds public ») au mépris des créatrices. Camille Morineau, commissaire de elles@centrepompidou présente l'association Archives of Women Artists, Research and Exhibitions, qui a pour but de réhabiliter les artistes femmes sous-représentées dans l'histoire de l'art. 

## Influence
Né à Paris, le groupe La Barbe s'est étendu dans les différentes régions françaises. Ainsi les actions symboliques décalées de La Barbe ont d'abord inspiré un groupe féministe, le PAF ! (Pour une Alternative Féministe), au Pays basque. Dans son édition du 17 juillet 2009, Le Journal du Pays basque se fait l'écho d'une statue de Marianne affublée d'une barbe par le PAF ! à Anglet. 
À Nantes, des femmes portant de fausse barbe interviennent elles aussi dans les lieux de pouvoir locaux (La Barbe à l'Ouest). Dans le Sud Ouest de la France, en juillet 2011, La Barbe essaime à Toulouse, à l'instigation d'une ex-porte-parole de l'association Droit au logement. Le collectif est également présent à Lille, à Lyon (La Barbe à Lyon), à Bordeaux, à Saint-Nazaire  et dans les Deux-Sèvres[réf. nécessaire].
Au Mexique, un groupe de féministes s'est affublé de grosses moustaches (Las Bigotonas), à l'image de la Barbe. En Australie, des féministes se réclamant de La Barbe ont interrompu une réunion du Melbourne Mining Club, le 15 mai 2012.
La Barbe est l’objet d’une thèse de doctorat en sciences de gestion, de Fabien Hildwein, émanant de l’université Paris-Saclay/HEC-Paris. Cette thèse est nourrie par une ethnographie de douze mois où le chercheur a été autorisé à suivre les actions du collectif en tant que photographe. Sans postes salariés, disposant de peu ou pas de ressources, La Barbe est a-hiérarchique (son fonctionnement est totalement horizontal). Appartenant au mouvement social qu’est le féminisme, qui n’est donc pas l’angle premier de cette thèse, cette organisation est étudiée là pour les qualités de sa gestion, son interaction avec les médias et son répertoire tactique[réf. nécessaire].

## Ouvrage
« Les féministes manquent d’archives », c’est une des raisons de la parution en 2014 de l’ouvrage collectif La Barbe, Cinq ans d’activisme féministe. À la fois récit, recension complète en annexe des actions du groupe depuis sa création, et panorama chiffré de l’hyper-représentation masculine secteur par secteur : art et culture (notamment le texte du tract de l’action Goncourt 2013,  « À l’ombre des vieux hommes vainqueurs ») ; entreprise, économie ; enseignement supérieur ; justice ; médias ; ONG; humanitaire ; politique ; science ; sport.